# Gubkinskyy (huyện)
Huyện Gubkinskyy (tiếng Nga: ? райо́н) là một huyện hành chính tự quản (raion), của Yamal-Nenets, Nga. Huyện có diện tích 1 km², dân số thời điểm ngày 1 tháng 1 năm 2000 là 19200 người. Trung tâm của huyện đóng ở Gubkinskyy.